# マイケル・ペレス (野球)
マイケル・ペレス（Michael Pérez, 1992年8月7日 - ）は、プエルトリコのカターニョ出身のプロ野球選手（捕手）。右投左打。MLBのアリゾナ・ダイヤモンドバックス傘下所属。愛称はマイキィ（Mykii）。

## 経歴

### プロ入りとダイヤモンドバックス傘下時代
2011年のMLBドラフト5巡目（全体154位）でアリゾナ・ダイヤモンドバックスから指名され、プロ入り。契約後、傘下のルーキー級アリゾナリーグ・ダイヤモンドバックスでプロデビューし、7試合に出場して打率.217、2本塁打、3打点、1盗塁を記録した。
2012年はパイオニアリーグのルーキー級ミズーラ・オスプレイでプレーし、58試合に出場して打率.293、10本塁打、60打点を記録した。
2013年はA級サウスベンド・シルバーホークスとA+級バイセイリア・ローハイドでプレーし、2球団合計で93試合に出場して打率.208、7本塁打、38打点、1盗塁を記録した。
2014年はA級サウスベンドでプレーし、98試合に出場して打率.238、9本塁打、35打点、1盗塁を記録した。
2015年はA級ケーンカウンティ・クーガーズとA+級バイセイリアでプレーし、2球団合計で89試合に出場して打率.210、4本塁打、46打点、5盗塁を記録した。
2016年はA+級バイセイリアとAA級モービル・ベイベアーズでプレーし、2球団合計で86試合に出場して打率.234、4本塁打、29打点、1盗塁を記録した。
2017年はAA級ジャクソン・ジェネラルズとAAA級リノ・エーシズでプレーし、2球団合計で83試合に出場して打率.284、6本塁打、45打点を記録した。オフにはアリゾナ・フォールリーグに参加し、ソルトリバー・ラフターズに所属した。
2018年はAAA級リノでプレーし、58試合に出場して打率.284、6本塁打、29打点を記録した。

### レイズ時代

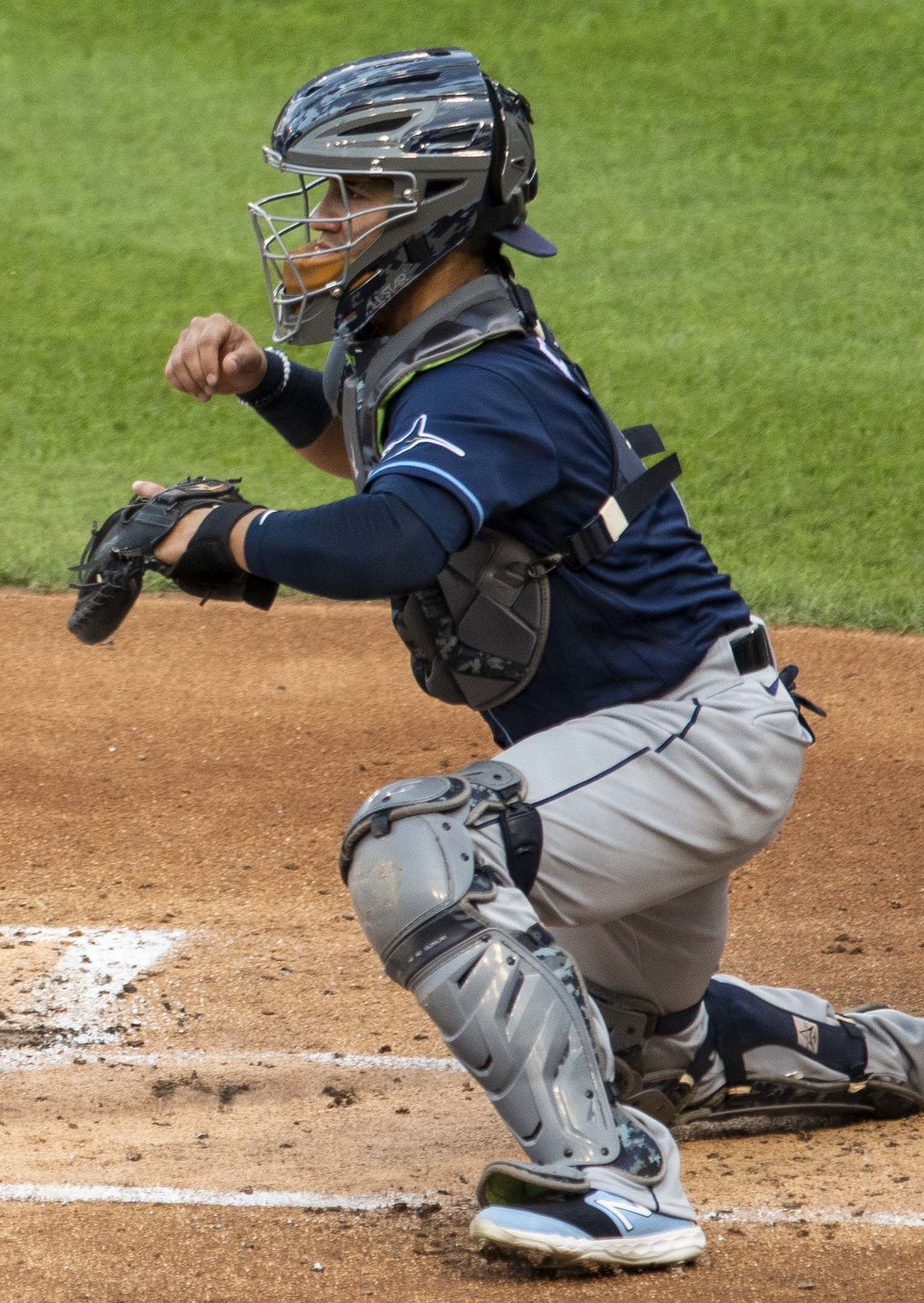
タンパベイ・レイズ時代
(2020年9月8日)

2018年7月25日にマット・アンドリースとのトレードで、ブライアン・シェーファーと共にタンパベイ・レイズへ移籍した。翌26日にはメジャー契約を結んでアクティブ・ロースター入りし、同日のボルチモア・オリオールズ戦にて「8番・捕手」で先発出場してメジャーデビュー。4回表にアレックス・カッブから適時二塁打を放ってメジャー初安打・初打点を記録した。この年メジャーでは24試合に出場して打率.284、1本塁打、11打点を記録した。

### パイレーツ時代
2020年10月30日にウェイバー公示を経てピッツバーグ・パイレーツへ移籍した。
2021年オフの11月19日にDFAとなったが、それから5日後の11月24日にマイナー契約で再契約し、傘下のAAA級インディアナポリス・インディアンズに配属された。
2022年7月22日にグレッグ・アレンの復帰に伴って、DFAとなった。

### メッツ時代
2022年7月23日に金銭トレードでニューヨーク・メッツに移籍し、翌24日に傘下のAAA級シラキュース・メッツに配属された。10月6日にDFAとなり、11日にウェイバー公示を経てAAA級シラキュースに配属されたものの、オフの11月10日にFAとなった。
なお、10月14日にアギラス・シバエーニャスと契約し、ドミニカのウィンターリーグに参加していたが、11月4日にプエルトリコのカングレヘーロス・デ・サントゥルセに移籍した。
2023年1月26日にメッツとマイナー契約を結び直し、4日後にAAA級シラキュースに配属された。
同年の開幕はAAA級シラキュースで迎えたが5月10日にトマス・ニドの故障者リスト入りに伴って、メジャーに昇格した。昇格後2試合に出場し、13日に敵地ナショナルズ・パークで行われたワシントン・ナショナルズ戦では4安打の固め打ちだったものの、次の出場機会となった18日に本拠地シティ・フィールドで行われたタンパベイ・レイズ戦では無安打に終わり、翌19日にニドの復帰に伴って、シラキュースに降格した。
8月1日にメジャー再昇格を果たしたものの、ここでは出場する機会は無く翌2日にジョナサン・アラウスを獲得したことに伴い、再度シラキュースに降格した。
10月1日にブランドン・ニモのIL入りに伴って、この年3度目のメジャー昇格を果たして同日に本拠地で行われたフィラデルフィア・フィリーズ戦に途中出場し、8回裏に打席が回ってきたが安打を放つことは出来なかった。オフの10月20日にウェイバー公示を経てアンソニー・ケイ、ラファエル・オルテガらと共にAAA級シラキュースに降格した後、4日後にケイを除くアラウス、オルテガ、ダニー・メンディック、ビニー・ニットーリと共にFAとなった。
なお、この年も2年連続でドミニカのウィンターリーグに参加。当初はシバエーニャスに所属していたが、12月27日にレオネス・デル・エスコヒードに移籍した。

### オリオールズ傘下時代
2023年12月30日にアルバート・スアレスと共にボルチモア・オリオールズとマイナー契約を結び、同日中にAAA級ノーフォーク・タイズに配属された。ここではメジャーに昇格することは一度も無かった。

### マリナーズ傘下時代
2024年5月23日にブレイク・ハントとのトレードで、マイク・バウマンと共にシアトル・マリナーズに移籍した。しかし、ここでもメジャーに昇格することは出来ず7月10日にセビー・ザバラの復帰に伴って自由契約となった。

### ダイヤモンドバックス傘下復帰
2024年7月31日にダイヤモンドバックスとマイナー契約を結び、同日中にA+級ヒルズボロ・ホップスに配属された後、8月2日にAAA級リノに昇格した。結局、この年は一度もメジャーに昇格することが一度も無いまま、オフの11月4日に一度はFAとなったものの、翌2025年5月6日にマイナー契約で契約を結び直した。契約後は、そのままAAA級リノに配属されている。
なお、2024年のオフには3年連続でドミニカのウィンターリーグに参加。今回もエストレージャスに所属した。

## 詳細情報

### 年度別打撃成績
| 年 度    | 球 団    | 試 合 | 打 席 | 打 数 | 得 点 | 安 打 | 二 塁 打 | 三 塁 打 | 本 塁 打 | 塁 打 | 打 点 | 盗 塁 | 盗 塁 死 | 犠 打 | 犠 飛 | 四 球 | 敬 遠 | 死 球 | 三 振 | 併 殺 打 | 打 率 | 出 塁 率 | 長 打 率 | O P S |
| -------- | -------- | ----- | ----- | ----- | ----- | ----- | -------- | -------- | -------- | ----- | ----- | ----- | -------- | ----- | ----- | ----- | ----- | ----- | ----- | -------- | ----- | -------- | -------- | ----- |
| 2018     | TB       | 24    | 80    | 74    | 9     | 21    | 5        | 0        | 1        | 29    | 11    | 0     | 0        | 1     | 2     | 3     | 0     | 0     | 19    | 0        | .284  | .304     | .392     | .696  |
| 2019     | TB       | 22    | 55    | 46    | 6     | 10    | 5        | 0        | 0        | 15    | 2     | 0     | 0        | 0     | 0     | 8     | 0     | 1     | 19    | 0        | .217  | .345     | .326     | .672  |
| 2020     | TB       | 38    | 93    | 84    | 7     | 14    | 3        | 0        | 1        | 20    | 13    | 0     | 0        | 0     | 1     | 7     | 0     | 1     | 27    | 3        | .167  | .237     | .238     | .475  |
| 2021     | PIT      | 70    | 231   | 210   | 19    | 30    | 8        | 1        | 7        | 61    | 21    | 0     | 1        | 0     | 0     | 19    | 1     | 2     | 68    | 4        | .143  | .221     | .290     | .511  |
| 2022     | PIT      | 39    | 116   | 107   | 8     | 16    | 0        | 0        | 6        | 11    | 11    | 1     | 0        | 1     | 0     | 8     | 0     | 0     | 26    | 2        | .150  | .209     | .318     | .527  |
| 2022     | NYM      | 6     | 16    | 14    | 2     | 2     | 0        | 0        | 0        | 2     | 3     | 0     | 0        | 0     | 0     | 2     | 0     | 0     | 6     | 0        | .143  | .250     | .143     | .393  |
| '22計    | NYM      | 45    | 132   | 121   | 10    | 18    | 0        | 0        | 6        | 36    | 14    | 1     | 0        | 1     | 0     | 10    | 0     | 0     | 32    | 2        | .149  | .214     | .298     | .512  |
| 2023     | NYM      | 3     | 8     | 8     | 1     | 4     | 1        | 0        | 0        | 5     | 0     | 0     | 0        | 0     | 0     | 0     | 0     | 0     | 1     | 0        | .500  | .500     | .625     | 1.250 |
| MLB：6年 | MLB：6年 | 202   | 589   | 543   | 52    | 97    | 22       | 1        | 15       | 166   | 61    | 1     | 1        | 2     | 3     | 47    | 1     | 4     | 166   | 9        | .179  | .248     | .306     | .554  |

- 2024年度シーズン終了時

### ポストシーズン打撃成績
| 年 度     | 球 団     | シ リ ｜ ズ | 試 合 | 打 席 | 打 数 | 得 点 | 安 打 | 二 塁 打 | 三 塁 打 | 本 塁 打 | 塁 打 | 打 点 | 盗 塁 | 盗 塁 死 | 犠 打 | 犠 飛 | 四 球 | 敬 遠 | 死 球 | 三 振 | 併 殺 打 | 打 率 | 出 塁 率 | 長 打 率 |
| --------- | --------- | ----------- | ----- | ----- | ----- | ----- | ----- | -------- | -------- | -------- | ----- | ----- | ----- | -------- | ----- | ----- | ----- | ----- | ----- | ----- | -------- | ----- | -------- | -------- |
| 2020      | TB        | ALDS        | 3     | 5     | 5     | 1     | 2     | 0        | 0        | 1        | 5     | 3     | 0     | 0        | 0     | 0     | 0     | 0     | 0     | 0     | 0        | .400  | .400     | 1.000    |
| 2020      | TB        | ALCS        | 2     | 2     | 2     | 0     | 0     | 0        | 0        | 0        | 0     | 0     | 0     | 0        | 0     | 0     | 0     | 0     | 0     | 2     | 0        | .000  | .000     | .000     |
| 2020      | TB        | WS          | 3     | 0     | 0     | 0     | 0     | 0        | 0        | 0        | 0     | 0     | 0     | 0        | 0     | 0     | 0     | 0     | 0     | 0     | 0        | .000  | .000     | .000     |
| 出場：1回 | 出場：1回 | 出場：1回   | 8     | 7     | 7     | 1     | 2     | 0        | 0        | 1        | 5     | 3     | 0     | 0        | 0     | 0     | 0     | 0     | 0     | 2     | 0        | .286  | .286     | .714     |

- 2024年度シーズン終了時

### 年度別守備成績
| 年 度 | 球 団 | 捕手（C） | 捕手（C） | 捕手（C） | 捕手（C） | 捕手（C） | 捕手（C） | 捕手（C） | 捕手（C） | 捕手（C） | 捕手（C） | 捕手（C） | 一塁（1B） | 一塁（1B） | 一塁（1B） | 一塁（1B） | 一塁（1B） | 一塁（1B） |
| 年 度 | 球 団 | 試 合     | 刺 殺     | 補 殺     | 失 策     | 併 殺     | 守 備 率  | 捕 逸     | 企 図 数  | 許 盗 塁  | 盗 塁 刺  | 阻 止 率  | 試 合      | 刺 殺      | 補 殺      | 失 策      | 併 殺      | 守 備 率   |
| ----- | ----- | --------- | --------- | --------- | --------- | --------- | --------- | --------- | --------- | --------- | --------- | --------- | ---------- | ---------- | ---------- | ---------- | ---------- | ---------- |
| 2018  | TB    | 24        | 175       | 18        | 0         | 0         | 1.000     | 0         | 17        | 12        | 5         | .294      | -          | -          | -          | -          | -          | -          |
| 2019  | TB    | 20        | 130       | 12        | 1         | 3         | .993      | 0         | 19        | 15        | 4         | .211      | 2          | 4          | 0          | 0          | 0          | 1.000      |
| 2020  | TB    | 38        | 222       | 25        | 1         | 2         | .996      | 1         | 19        | 13        | 6         | .316      | 1          | 10         | 2          | 0          | 2          | 1.000      |
| MLB   | MLB   | 82        | 527       | 55        | 2         | 5         | .997      | 1         | 55        | 40        | 15        | .273      | 3          | 14         | 2          | 0          | 2          | 1.000      |

- 2020年度シーズン終了時

### 背番号
- 43（2018年）
- 7（2019年 - 2020年）
- 5（2021年）
- 35（2022年7月23日 - 同年終了）
- 61（2023年）